# L'Enfant de la plantation
L'Enfant de la plantation (titre original : Menino de Engenho) de José Lins do Rego est un roman brésilien publié en 1932 au Brésil, traduit en France une première fois en 1953 (Deux Rives) et réédité en 2013 (Editions Anacaona). 

## Résumé
Ce sont les souvenirs d'enfance d'un petit garçon brésilien envoyé dans la plantation de canne à sucre de son grand-père à la mort de ses parents. Avec la naïveté de son regard d'enfant, il dessine le portrait d'un Brésil rural et disparu : superstitions, croyances, littérature orale, vestiges de l’esclavage.
« C’est le reflet de tout le Brésil, et un peu du monde entier. C’est la vie telle qu’elle est. » (João Ribeiro, 1932)

## Adaptation cinématographique
Il existe un film tiré du roman et réalisé au Brésil en 1965.[réf. nécessaire]